# Parnoy-en-Bassigny
Parnoy-en-Bassigny es una localidad y comuna francesa, situada en el departamento de Alto Marne, región de Champaña-Ardenas y cantón de Bourbonne-les-Bains.

## Demografía
| 541 | 464 | 388 | 352 | 338 | 310 |
| Para los censos de 1962 a 1999 la población legal corresponde a la población sin duplicidades (Fuente: INSEE [Consultar]) |     |     |     |     |     |

## Lugares de interés
- Abadía de Morimond, abadía cisterciense fundada en 1115, "madre" u origen de más de setecientos monasterios masculinos y femeninos.